# Odysia amyntoridaria
Odysia amyntoridaria là một loài bướm đêm trong họ Geometridae.